# Motsentshe
Motsentshe – wieś w Botswanie w dystrykcie Southern. Według spisu ludności z 2011 roku wieś liczyła 400 mieszkańców.